# Schloss Lichtenstein (Sachsen)

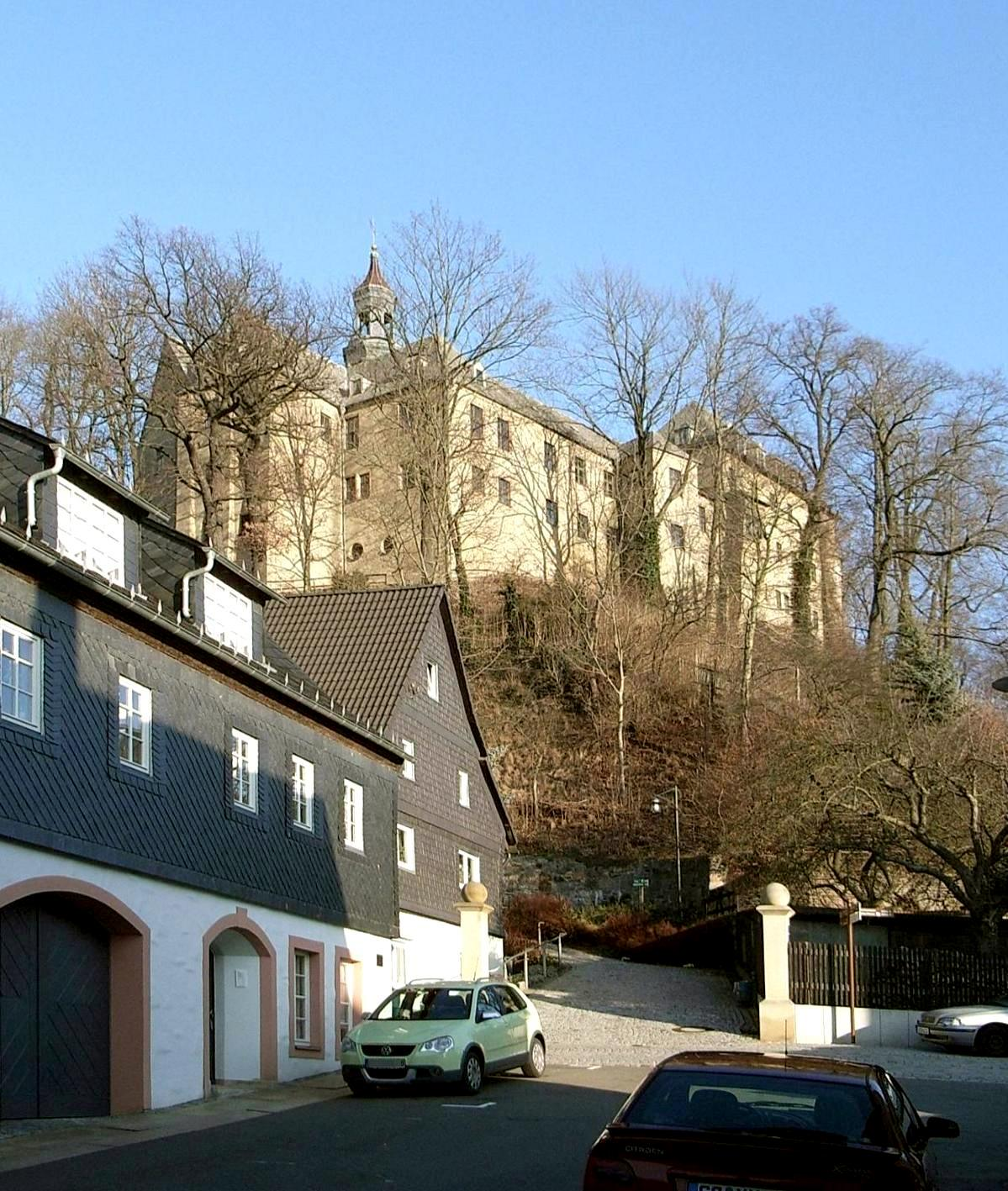
Schloss Lichtenstein vom Schlossbergaufgang

Das Schloss Lichtenstein ist ein Schloss im Renaissancestil über der sächsischen Stadt Lichtenstein.

## Lage
Das Schloss steht auf einer Höhe von 340 Meter ü. NN etwa 300 Meter nordöstlich des Stadtzentrums von Lichtenstein. Es befindet sich in einer strategisch besonders günstigen Lage auf einem Geländesporn am östlichen Hochufer des Rödlitzbaches und wird von einem ehemals tiefen Abschnittsgraben von der Hochebene des Hinterlandes abgetrennt.

## Beschreibung
Das Schloss ist eine zweigeschossige Vierflügelanlage, die einen rechteckigen Hof umschließt. Das untere Geschoss, die sogenannte Galerie wird im Hof von Arkadenbögen gegliedert. In der Mitte des Westflügels befindet sich ein achteckiger Turm. Er weist unterhalb der Laterne eine ionische Säulengliederung auf. An der äußeren Nordwestecke des Schlosses befindet sich ein Rundturm mit Kegeldach.
Dem Haupteingang folgt eine mit Wappen geschmückte Torhalle und der seit dem 19. Jahrhundert (ca. 1837–1839) von Bogengängen umgebene Schlosshof. Der freie Umgang des oberen Stockwerks wurde später eingebaut. Auf der Spitze des Turmes befindet sich eine Wetterfahne mit dem schönburgischen Hauswappen.
Im Mittelalter sicherte eine Zugbrücke den Eingang. Die Gleitrinnen der Brückengewichte sind heute in einem Raum unter der Zufahrt zum Schloss zu sehen. Unter dem Pflaster der Zufahrt zum Schlosstor wurden in der DDR-Zeit Fundamente der alten Burg bei Grabungen aufgefunden. Es soll sich dabei mutmaßlich um Bauten der Vorburg handeln. Zwischen 2014 und 2016 erfolgten Grabungen im Schlosshof, wobei das Fundament eines quadratischen Bergfriedes aufgefunden wurde. Da es in ganz Sachsen nur wenige quadratische Bergfriede gibt (u. a. Burg Waldenburg) soll dieses Fundament erhalten werden. Bei teilweise durchgeführter Entkernung wurde im sogenannten Rittersaal (mutmaßlich Spätgotik) unter Verputz ein Schönburgisches Wappen entdeckt und freigelegt.
Die erhaltene Hauptbausubstanz des Schlosses stammt aus dem 16. Jahrhundert und der Zeit 1837–1839.
Von der Angergasse zum Schloss führen 178 Schlossstufen und überwinden eine Höhe von 34 Meter.

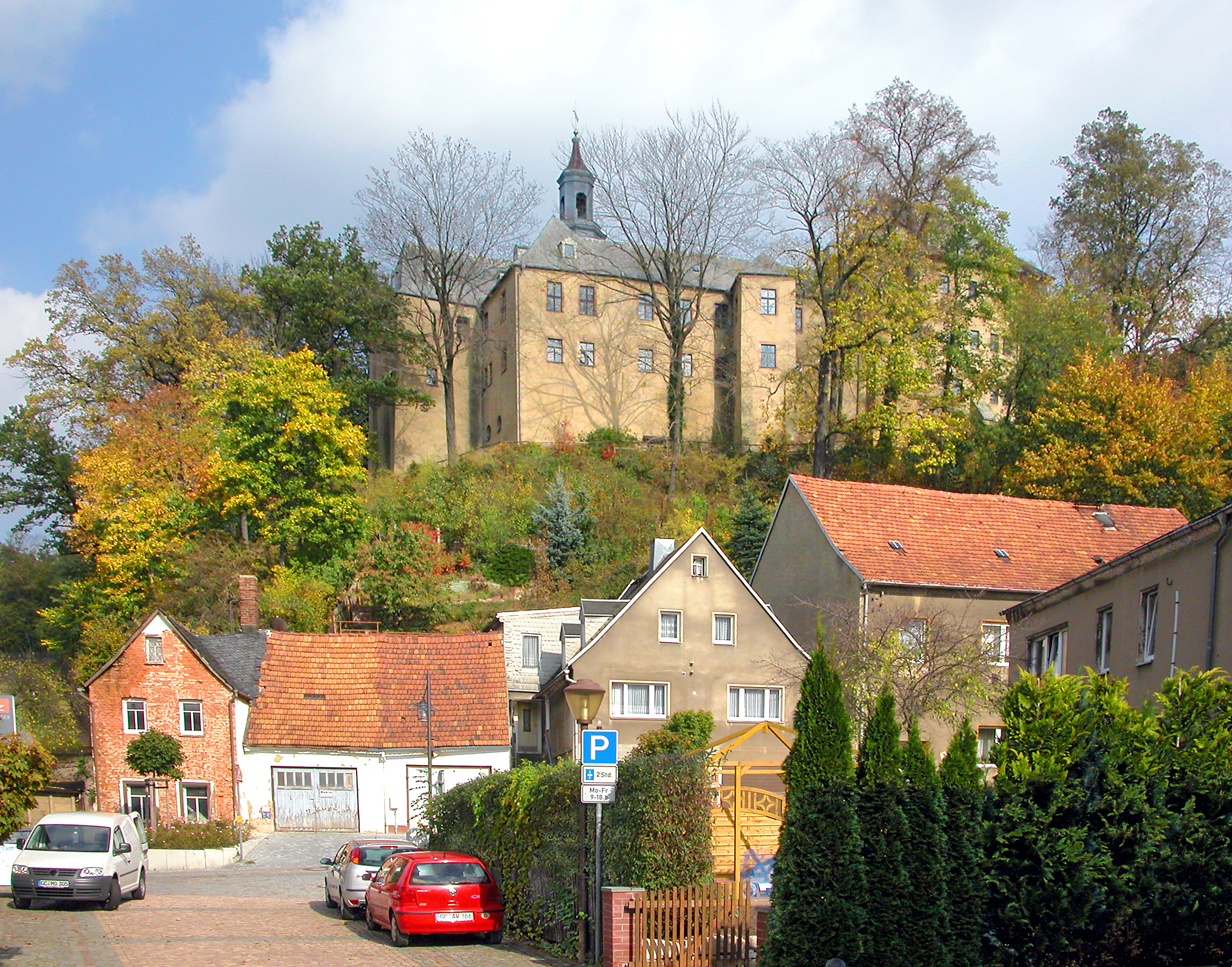
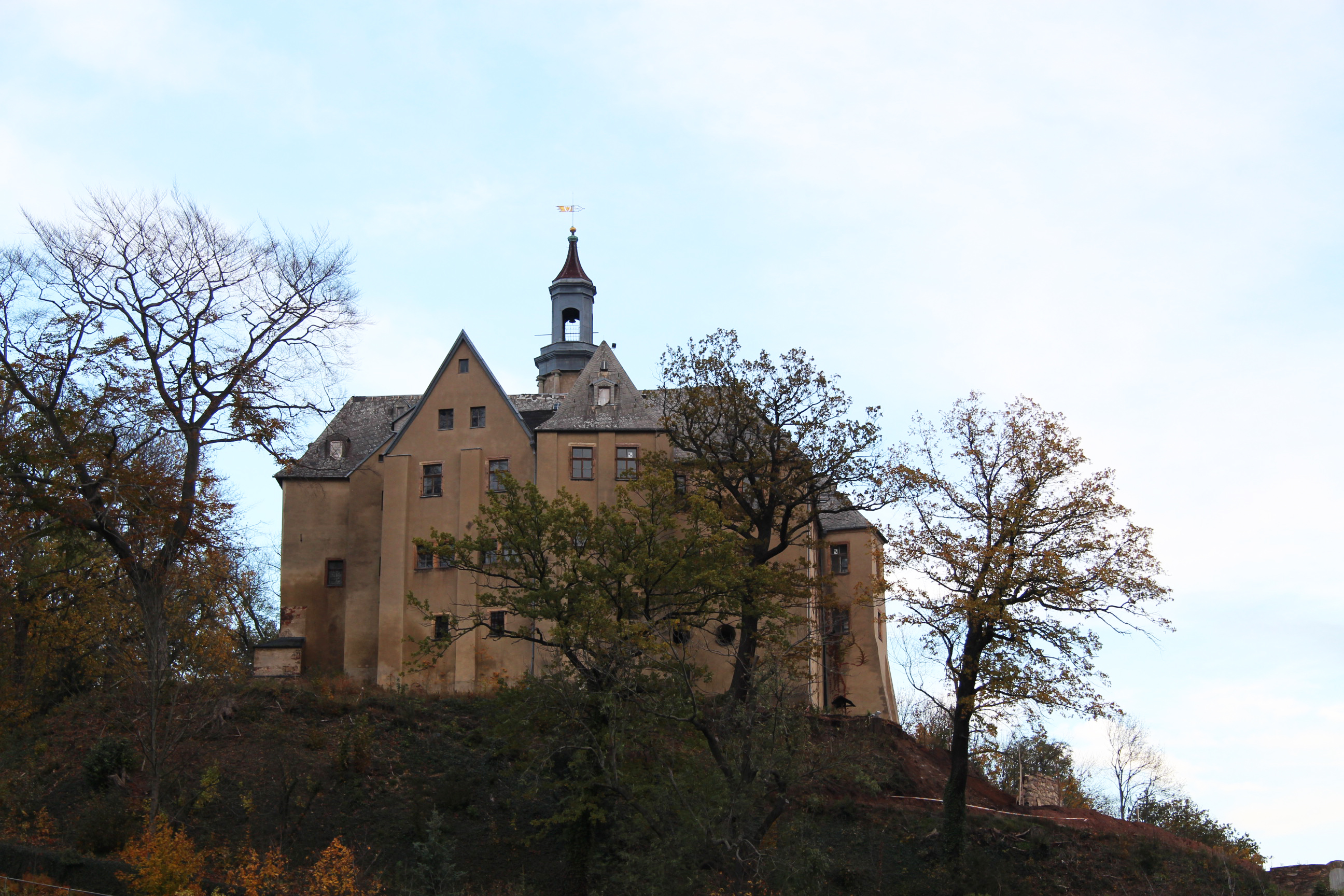
Renaissancefassade
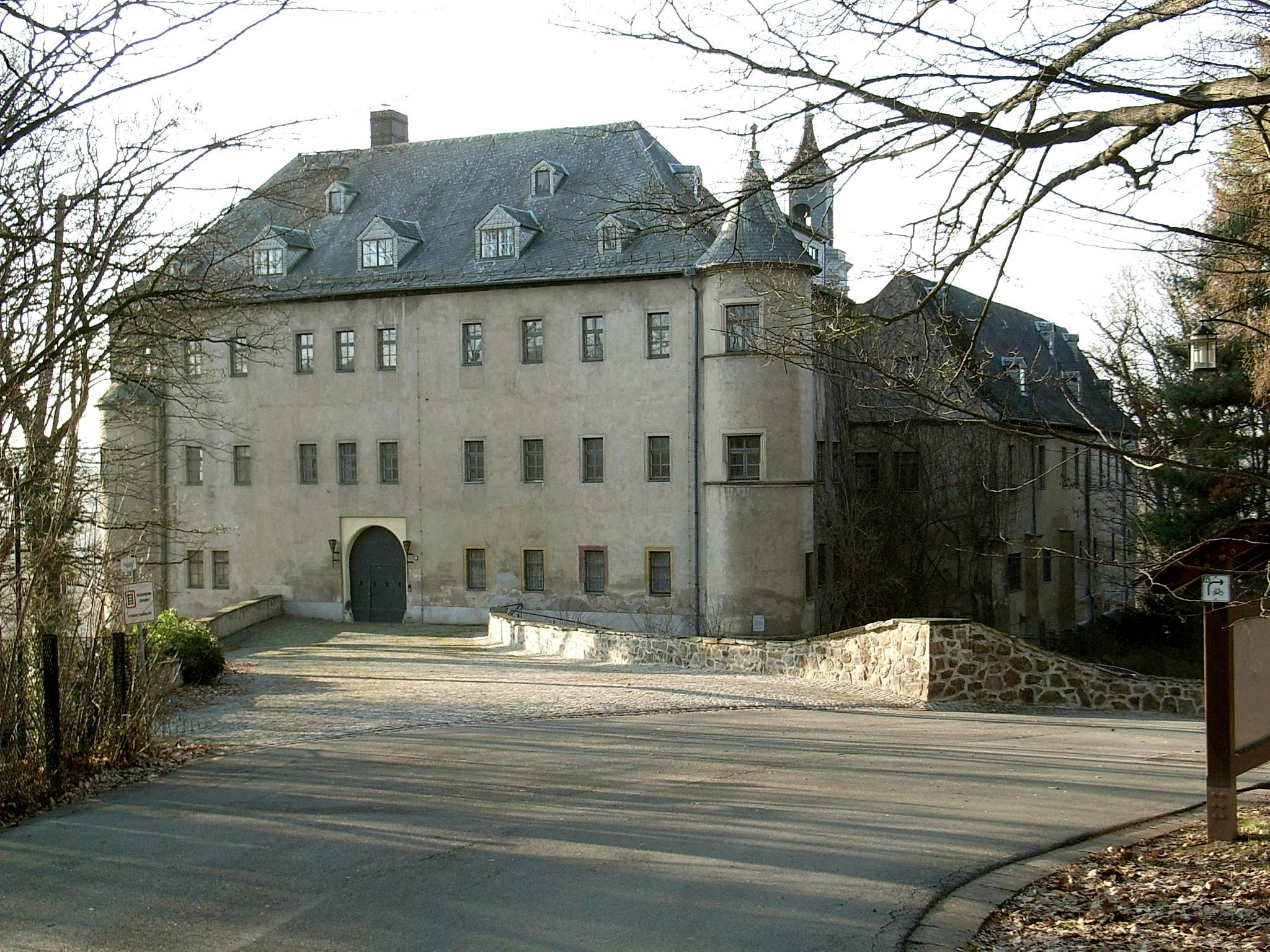
Nordseite mit Schlossvorplatz, Bereich der ehemaligen Vorburg
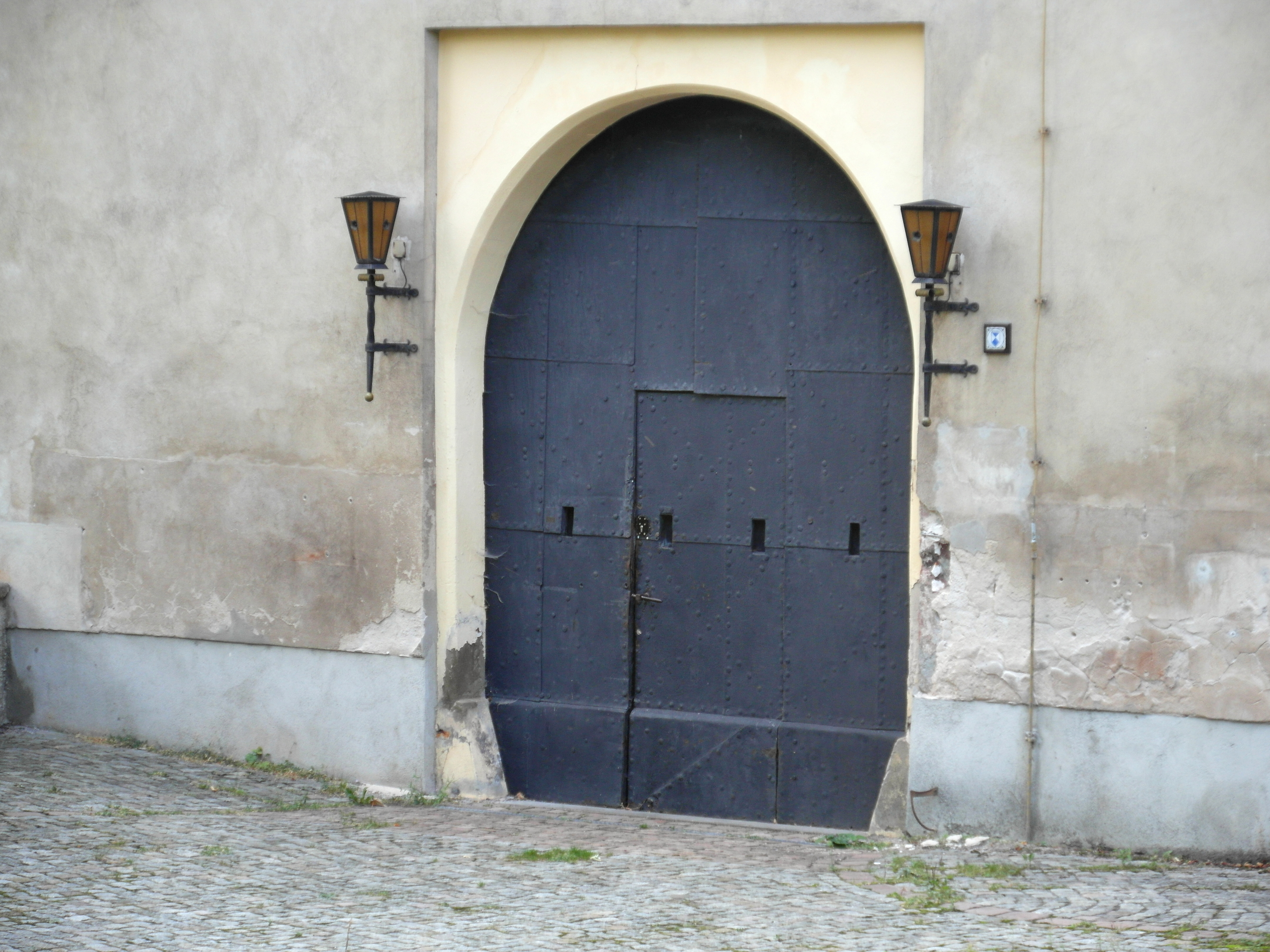
Schlosstor

Am 15. Juli 1970 wurde das Schloßareal (Burgstall der ehem. Burg) als Bodendenkmal „Schloß“ eingetragen.

### Vorburgareal der Ostseite
Die Ostseite der Anlage (vor dem Schlosstor) schützte früher ein ca. 25–28 m breiter Halsgraben. Der Graben wurde zur Anlage einer jüngeren Straßenzufahrt später verfüllt.

## Geschichte

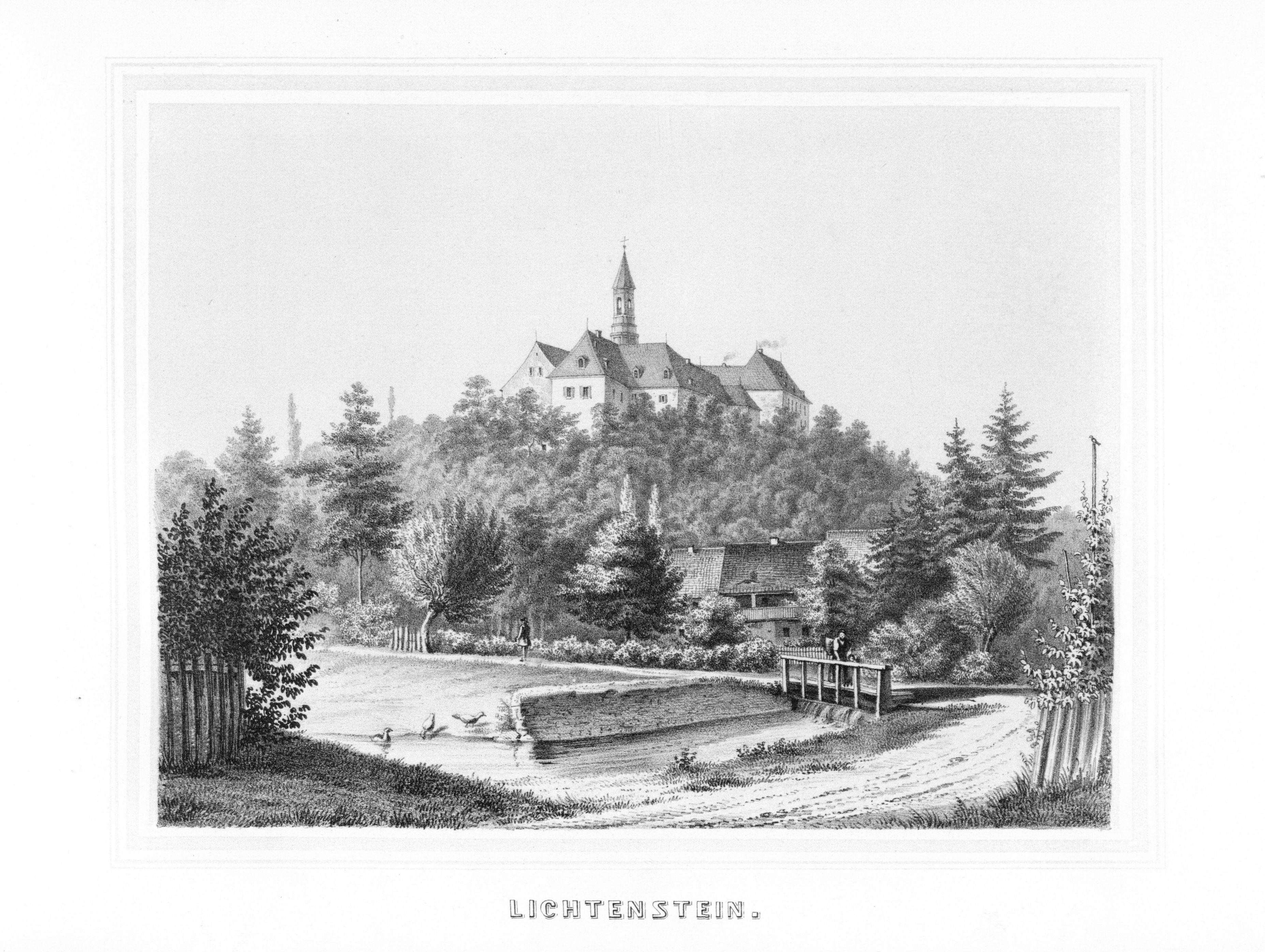
Schloss Lichtenstein, spätestens 1856, G.A. Poenicke

Eine erste, allerdings umstrittene Erwähnung des Schlosses als „Castrum Lichtenstein“ gibt es aus dem Jahr 1212, als Kaiser Friedrich II. die Burg und Herrschaft Lichtenstein neben anderen Besitzungen dem Böhmenkönig Ottokar I. überließ. Herrschaft und Burg wurden so böhmische Reichslehen, die als Reichsafterlehen an die Herren von Schönburg weiterverlehnt wurden. Diese erste Burganlage war einstöckig und besaß hölzerne Wehrgänge sowie einen Wachtturm. Später wurde die Wehranlage in Bruchsteinmauerwerk aus Porphyr ausgeführt.
Im Jahr 1240 ist „Albertus de Lychtenstein“ urkundlich belegt.
1286 urkundet Friedrich I. von Schönburg (1247 erstgenannt, gest. zwischen 1290 und 1291) auf „...castro Lichtenstein...“, sowie 1297 Friedrich II. von Schönburg(1261 erstgenannt, gest. um 1297). 1349/50 werden im Lehnbuch Friedrich des Strengen die böhmischen Herren von Schönburg-Pirsenstein, Friedrich XIII. (erstgenannt 1341, gest. um 1367) und Albrecht I.(erstgenannt 1349, gest. um 1353) als Besitzer der Burgen (bezeichnet als Schlösser) Ponitz und Lichtenstein aufgeführt. Im Jahre 1357 wurde die Burg offenbar während einer Fehde der Schönburger und Reußen gegen die Markgrafen von Meißen zerstört, denn 1364 forderte der Vormeister der Schmiede- und Beilmacherinnung auf Geheiß des Fronvogtes seine Meister und Gesellen auf „...die Burgk zum licten Steen so viel hundert jahr geweßt...“ mit aufbauen zu helfen. Am 5. April 1382 verkauften die böhmischen Schönburger ihren Anteil an Lichtenstein an ihre sächsischen Vettern Friedrich XI. und Veit I. (1370 ersterwähnt, gest. zwischen 1421/1423) von Schönburg-Glauchau. 1538 gab es einen Schlossbrand. Es erfolgte danach ein Wiederaufbau im Stile der Frührenaissance.
Während des Dreißigjährigen Krieges wurde das Schloss am 18. August 1632 durch die kaiserliche Armee zerstört/abgebrannt. Bis 1648 waren die Ruinen sichtbar. 1648 wurde es in der heutigen Form wieder aufgebaut und war bis ins 19. Jahrhundert Mittelpunkt der schönburgischen Feudalherrschaft Lichtenstein.
Eine umfangreiche Erneuerung erfolgte um 1790 durch Otto Carl Friedrich von Schönburg-Waldenburg (1758–1800). 1837–1839 wurde der Südflügel verändert und im Schlosshof eine Galerie errichtet.
Während der Märzrevolution 1848 soll sich Klemens Wenzel Lothar von Metternich, der ein Verwandter der Schönburger war, im Schloss verborgen gehalten haben. Das erregte Volk setzte zwar eine Durchsuchung des Schlosses durch, aber diese verlief ergebnislos.
1945 wurde der Besitzer des Schlosses, Günther von Schönburg-Waldenburg, im Zuge der Bodenreform enteignet. Das Schloss diente fortan als Flüchtlingsunterkunft. Am 1. Oktober 1949 wurde das Schloss dem Bistum Meißen übereignet. Seitdem ist das Schloss im Inneren vollkommen umgebaut worden und diente dem katholischen Caritasverband von 1950 bis Ende 1999 als Altenheim „St. Elisabeth“, die Hauskapelle diente auch der katholischen Gemeinde Lichtenstein als Gotteshaus.
In den 1950er Jahren wurden durch die Heimatfreunde des Kulturbundes die unterirdischen Gänge unter dem Schloss sowie die schönburgische Familiengruft freigelegt und für Besichtigungen begehbar gemacht. Am Eingang des Schlosses wurden auch das Gangsystem unter dem Schloss (eine angebliche unterirdische Vorburg), eine Folterkammer und ein Verlies entdeckt. Im Bereich des Vorplatzes wurden Grundmauern einer Vorburg entdeckt, die heute wieder vom Pflaster des Vorplatzes überdeckt sind. In den Ganganlagen befindet sich auch ein verschütteter Brunnen oder wahrscheinlicher eine Zisterne. Die Ganganlagen haben heute keine Verbindung zum Schloss. Sie sind über eine Treppe am Schlossberghang und einen dortigen Eingang zu betreten: von der Angergasse zum Schloss führen 178 Schlossstufen und überwinden eine Höhe von 34 Meter.
Das Schloss ging im Jahr 2000 in den Besitz von Alexander Prinz von Schönburg-Hartenstein über.
2008 endete der Nutzungsvertrag mit der Stadt Lichtenstein. Ein Restaurator aus der Region erwarb das Gebäude 2014 nach Zwangsversteigerung für 78.400 Euro und lässt es zum Wellnesshotel umbauen.

## Familiengruft
Die Gruft wurde 1797 unter der Schlosskapelle angelegt. In ihr sind 20 Mitglieder des Hauses Schönburg bestattet. Der Eingang war bis zum Jahre 1958 ein Belüftungsschacht. Die aus Holz, Zink, Kupfer und Gusseisen hergestellten Särge wurden durch eine Öffnung im Fußboden der Kapelle hinabgelassen.
Einer der Särge steht einen kleinen Spalt offen. Otto Victor von Schönburg-Waldenburg fürchtete sich vor einem Scheintod, so dass er Hölzer zwischen Deckel und Unterteil befestigen ließ. Eine Leine führte vom Sarg durch ein Loch in der Decke der Gruft in seine Gemächer und war mit einer Glocke verbunden, mit welcher er seinen Bediensteten läuten wollte, falls er aus dem Scheintod erwachte.

## Palais in Lichtenstein

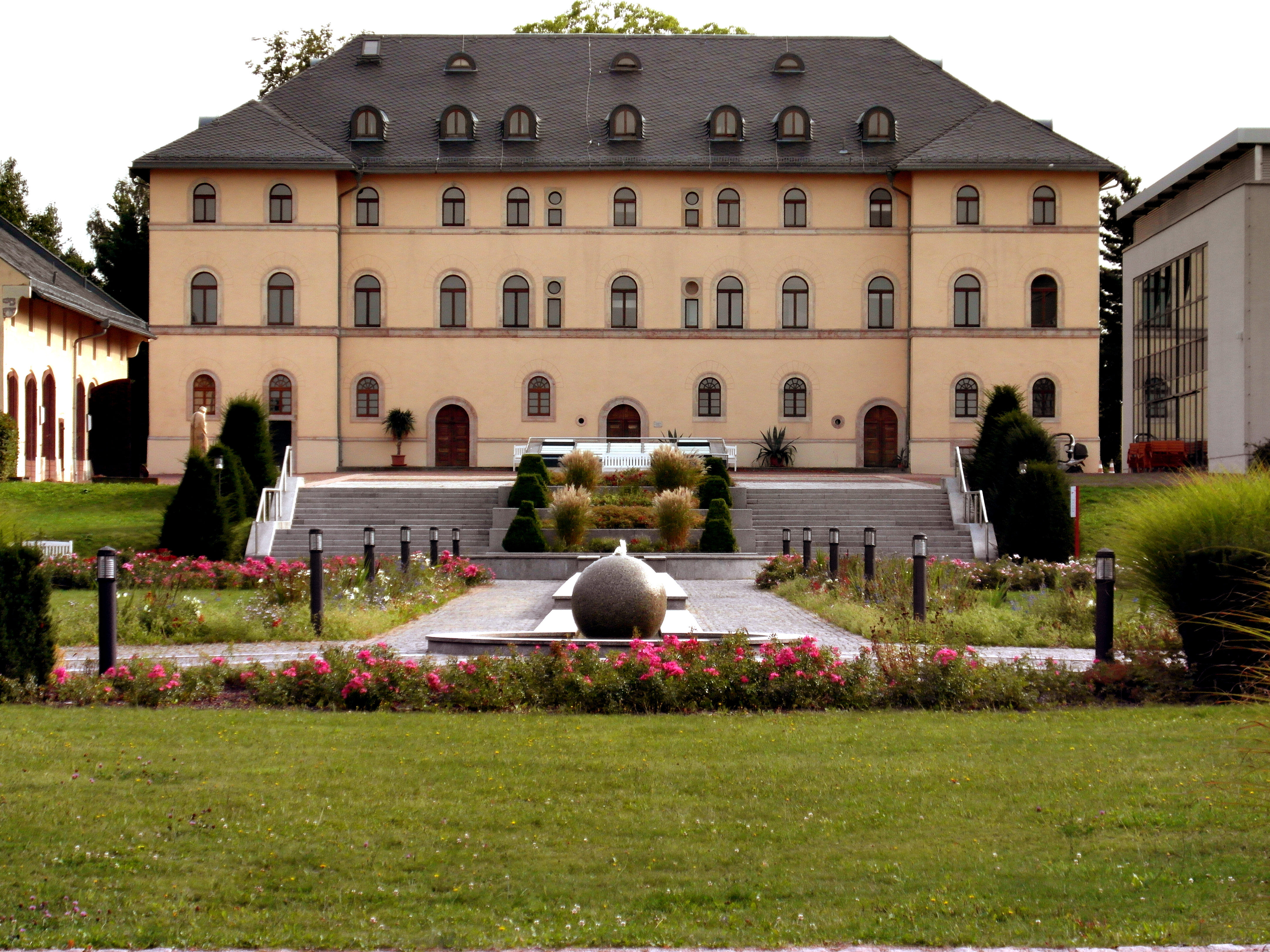
Palais

An der Zufahrtsstraße zum Schloss befindet sich das Lichtensteiner Palais.
1996 war das Palais Mittelpunkt der sächsischen Landesgartenschau in Lichtenstein.
Vom Palais zieht sich bis zum Ortsteil Schäller die Käpplerschlucht hin, deren Holznutzung früher dem Schlosskaplan zustand.